# Жан-Паскаль Баррак
Жан-Паскаль Баррак (фр. Jean-Pascal Barraque) — французький регбіст, олімпійський чемпіон. 
Золоту олімпійську медаль та звання олімпійського чемпіона Баррак виборов на Паризькій олімпіаді 2024 року в складі збірної Франції з регбі-7.